# Organisationale Ambidextrie
Organisationale Ambidextrie (von lat. ambo ‚beide‘ und dextra ‚rechts, glücklich, geschickt, günstig‘), auch Ambidexterität, ist die Fähigkeit von Organisationen, gleichzeitig effizient und flexibel zu sein. Der Wortursprung bezeichnet Beidhändigkeit und verweist darauf, dass sowohl Exploitation (Ausnutzung von Bestehendem) als auch Exploration (Erkundung von Neuem) wichtig sei.

## Einordnung und Definition
Der Ausdruck wurde 1976 das erste Mal in einem Aufsatz von Robert B. Duncan verwendet und wurde erst später wieder von March aufgegriffen. Heute unterliegt er verschiedenen Definitionen, welche im Kern sehr ähnlich sind. So definieren ihn Raisch und Birkinshaw als eine organisatorische Fähigkeit, um ausgerichtet und effizient in betriebswirtschaftlichen Belangen und gleichzeitig anpassungsfähig hinsichtlich Umweltveränderungen zu sein. Nach O’Reilly III und Tushman ist die Ambidextrie die Fähigkeit eines Unternehmens, gleichzeitig forschen (Exploration) und optimieren (Exploitation) zu können, um langfristig anpassungsfähig zu sein. Jedoch erfordern diese zwei Aufgabenstellungen völlig gegensätzliche Rahmenbedingungen, wie in folgender Tabelle dargelegt ist.
|                         | Exploration                                                                             | Exploitation                                                                             |
| ----------------------- | --------------------------------------------------------------------------------------- | ---------------------------------------------------------------------------------------- |
| Ziel                    | Lernen & Innovation, um langfristigen Kundenwunsch zu erfüllen                          | Ausbeuten & Effizienz, um kurzfristigen Kundenwunsch zu erfüllen                         |
| Handlungsfelder         | kreative und wandlungsfähige Entwicklung neuer Produkte, Dienstleistungen und Geschäfte | effiziente und effektive Abwicklung bestehender Produkte, Dienstleistungen und Geschäfte |
| Innovationsart          | radikale Innovation                                                                     | inkrementelle Innovation                                                                 |
| Maßstäbe                | Innovation, Wachstum, Meilensteine                                                      | Kosten, Profit, Margen, Produktivität                                                    |
| Organisationsstrukturen | anpassungsfähig, agil, nicht-Routine, organisch                                         | formal, Routine, mechanisch                                                              |
| Kultur und Verhalten    | Risikofreude, Geschwindigkeit, Flexibilität, Experimentieren                            | Effizienz, geringes Risiko, Stabilität, hohe Qualität                                    |
| Führungsstil            | Visionär, involvierend                                                                  | Autoritär, top-down                                                                      |
| Mitarbeitertyp          | Unternehmer, Generalisten                                                               | Umsetzer, Spezialisten                                                                   |

## Gestaltungsvarianten der Ambidextrie
Innerhalb der organisationalen Ambidextrie wird zwischen zeitlicher, kontextueller und struktureller Ambidextrie unterschieden.
Zeitliche Ambidextrie beschreibt einen sequentiellen Wechsel zwischen einer explorativen Organisationsstruktur zu einer exploitativen oder umgekehrt. Der Unterschied zu kontextueller und struktureller Ambidextrie ist, dass Organisationen Exploitation und Exploration nacheinander wahrnehmen anstatt gleichzeitig. Innerhalb einer Unternehmensgeschichte wird häufig zu Beginn die Organisation explorativ gestaltet und über die Zeit und ihrem Wachstum immer mehr exploitativ, um mit höherer Effizienz das aufgebaute Geschäft durchzuführen. Über die Zeit kann sich der Vorgang wiederholen, bspw. weil das Geschäft durch neue Wettbewerber oder Krisen neu aufgebaut werden muss.
Kontextuelle Ambidextrie beschreibt die Dualität, unterschiedliche organisatorische Faktoren (z. B. Führung, Werte, Normen etc.) innerhalb einer gleichbleibenden Struktur dynamisch, d. h. je nach Aufgabe situativ zu steuern. Ein Beispiel für kontextuelle Ambidextrie war die 80/20-Regel von Google, welche besagte, dass sich die Mitarbeiter von Google zu 20 % ihrer Arbeitszeit mit innovativen Themen beschäftigen sollen, welche nichts mit dem Tagesgeschäft zu tun haben. Die Herausforderung bei der kontextuellen Ambidextrie besteht darin die unterschiedlichen organisatorischen Faktoren so zu gestalten, dass sich Verhalten und Fähigkeiten der Mitarbeiter dahingehend (weiter-)entwickeln, die konfliktären Vorgehensweisen der Exploitation und Exploration zu akzeptieren, zuzulassen und produktiv damit umzugehen. Seitens der Führung ist es daher wichtig für eine optimale Balance zwischen diesen beiden Vorgehen zu sorgen. Kontextuelle Ambidextrie findet häufig in forschungsintensiven Bereichen und späten Wachstumsphasen junger Unternehmen Anwendung, wenn also eine rein explorative Vorgehensweise die notwendige Prozesssicherheit für signifikantes Wachstum nicht (mehr) gewährleisten kann. Im Kontext von Familienunternehmen kann der Nachfolgeprozess, bei dem das Unternehmen von einer Generation von Familienmitgliedern auf die nächste übertragen wird, ein geeigneter Zeitpunkt sein, um ein Gleichgewicht zwischen Exploration und Exploitation herzustellen. Organisatorische Ambidextrie resultiert häufig, wenn die Vorgänger den Nachfolgern unternehmerische Ressourcen zur Verfügung stellen, die ihr Unternehmertum anleiten und fördern.
Strukturelle Ambidextrie beschreibt den Ansatz die an sich konfliktären Vorgehensweisen der Exploitation und Exploration mit Hilfe dualer Strukturen im Unternehmen umzusetzen. Hierfür werden differenzierte Organisationseinheiten geschaffen, welche sich jeweils mit der Replikation (Exploitation) und Innovation (Exploration) beschäftigen. Entsprechend dieser Definition sind Einheiten, welche sich auf Exploitation spezialisieren eher geprägt durch Formalisierung, Hierarchie und Strukturierung. Auf der anderen Seite weisen Einheiten, die auf Exploration spezialisiert sind Start-Up-ähnliche Strukturen aus, sind also eher informell, experimentell, autonom und risikotolerant. Die Herausforderung der strukturellen Ambidextrie besteht darin eine geeignete strukturelle Abgrenzung der beiden Organisationseinheiten zu schaffen, ohne diese gänzlich voneinander zu separieren. Ein Ansatz wie Unternehmen dies erreichen können beschreibt das Konzept der eingebetteten Unternehmerteams, mit dessen Hilfe der gewünschte Austausch, sowie das wechselseitige Voneinanderlernen ermöglicht werden und somit ein optimaler Übertragungseffekt (Spill-Over) erreicht wird.
Die organisationale Ambidextrie, als eigenständiges Themenfeld in der Betriebswirtschaftslehre, ist im Bereich der Organisationstheorie anzusiedeln und lässt sich aus den Perspektiven des Organisationalen Lernens, Technologiemanagements, strategischen Managements, Veränderungsmanagements und Wissensmanagements betrachten.

## Ekvilibro-Modell zur gleichzeitigen Ausgestaltung von kontextueller und struktureller Ambidextrie
Man kann davon ausgehen, dass für jede Organisation eine individuelle und im Zeitverlauf dynamische Balance aus kontextueller und struktureller Ambidextrie sinnvoll ist. Deshalb sollten beide Ambidextrie-Arten kombiniert werden. Ein möglicher Ansatzpunkt hierfür ist das Ekvilibro-Modell, das neben der Einführung von ambidextren Akteuren im Unternehmen ("Ambidextrie-Lotsen") sowohl strukturelle als auch kontextuelle Bereiche beschreibt und mit passenden strukturellen Elementen verknüpft:
|                              | Strukturelle Ambidextrie | Kontextuelle Ambidextrie |
| ---------------------------- | --- | --- |
| Anwendungsbereich            | Hier können Bereiche im Unternehmen identifiziert werden, die – je nach Aufgaben- und Anforderungsprofil – eher im Exploit-Modus oder eher im Explore-Modus verortet werden können. | Bereiche, die nicht eindeutig einem der beiden Modi zugeordnet werden können, sollten kontextuell-ambidexter organisiert werden. |
| Hürden und Schwierigkeiten   | Es besteht die Gefahr, dass exploit-lastige auf Dauer wieder „erstarren“ können. Um dies zu vermeiden, ist die konstante Befassung mit Impulsen außerhalb des eigenen Bereichs nötig („Krähennest“-Funktion). In explore-lastigen Bereichen hingegen besteht die Gefahr, dass eher chaotisch, unstrukturiert und mit (zu) wenig Blick auf die Ressourcen gearbeitet wird. Das passende strukturelle Element hierfür ist das Bemühen um Standardisierung und Formalisierung ("Schaltraum"-Funktion). | In Bereichen der kontextuellen Ambidextrie wird über die Führungskräfte der Wechsel vom Exploit- zum Explore-Modus (und zurück) vollzogen. Dafür muss auf Seiten der Führungskräfte zunächst erlernt werden, welche Aufgaben in welchem Modus bearbeitet werden muss und wie man beide Modi jeweils gut begleiten und anleiten kann. Das häufige Wechseln stellt außerdem sehr hohe Anforderungen an die Führungspersonen wie auch an die beteiligten Mitarbeitenden und muss mit einem hohen Maß an Kommunikation und Transparenz begleitet werden. |
| Rolle der Ambidextrie-Lotsen | Wissensmultiplikatoren, Begleitung des Entscheidungsprozesses über den am besten passenden Modus für jeden Bereich, Moderation der funktionalen Elemente (Krähennest und Schaltraum) | Ansprechpartner für Führungskräfte für deren Rollen- und Perspektivwechsel |

## Ambidextrie in der Praxis
Ambidextrie hilft etablierten Unternehmen sich stetig weiterzuentwickeln und so nicht durch Paradigmenwechsel disruptiert zu werden.
Beispiel Elektromobilität – Im Rahmen des anstehenden Paradigmenwechsels von konventionellen Antrieben, wie Otto- oder Dieselantrieb, zu elektrifizierten Antrieben stehen Fahrzeughersteller vor großen Herausforderungen. Beidhändiges Management (ambidexteres Management) von reifen (Exploitation) und jungen Technologien (Exploration) kann für Fahrzeughersteller ein geeignetes Mittel sein, um die sich verändernden Rahmenbedingungen aus der Ökologie (steigende Ölpreise), Politik (Regulierung von CO2-Emissionen) und Gesellschaft (neue Mobilitätsbedürfnisse wie Car-Sharing) nachhaltig erfolgreich zu bewältigen.
Beispiel Anlagen- und Maschinenbau – Seit Jahrzehnten wurden Unternehmen im Anlagen- und Maschinenbau einem immer größeren globalen Wettbewerb und Kostendruck ausgesetzt. Das hat dazu geführt, dass FuE-Bereiche vorrangig exploitativ ausgerichtet wurden und sich nur auf Verbesserung bestehender Produkte konzentriert haben. Unternehmen mit ambidextrer Fähigkeit, nutzen die Gewinne aus dem bestehenden Geschäft (Exploitation) und digitalisieren ihre Produkte und Prozesse durch Softwarelösungen (Exploration), um sich gegen den Wettbewerb durch neue Angebote und Geschäftsmodelle zu differenzieren, anstatt nur einem Preiskampf ausgesetzt zu sein.

## Weiterführende Ansätze
Ein Weiterführender Ansatz ist die Tri-Dextrie, die neben der Ambidextrie (Exploration und Exploitation; "Change the Business") auch die Execution ("Run the Business"), d. h. den operativen Betrieb, das Arbeiten im System, berücksichtigt, die in den etablierten Organisationen einen signifikanten Anteil der Arbeit ausmacht. Unter dem Begriff "Drei-Dimensionales Steuerungsmodell" (engl. Three-Dimensional Governance Model) wird das Management der Tri-Dextrie beschrieben – mit dem bedarfsgerechten Einsatz der Steuerungsinstrumente OKR (Ambidextrie) und KPI (Execution). Das Konzept wird jedoch bisher nur in der Beratung angewendet und hat noch keinen Anklang in der Forschung gefunden.